# Amelia Warner
Amelia Warner ou Amelia Catherine Bennett (Liverpool, 4 de junho de 1982) é uma atriz, cantora e compositora inglesa, também conhecida por se apresentar como Slow Moving Millie.

## Biografia
É filha única de Annette Ekblom e Alun Lewis, ambos atores. Logo após o nascimento, seus pais se separaram. Amelia vê seu pai desde criança, mas não fala sobre ele. Aos quatro anos de idade, mudou-se para Londres com sua mãe que estava trabalhando frequentemente no teatro e em estúdios de TV. Tornou-se independente bem cedo, e ela credita isso à influência de sua mãe, pelo fato de também ser atriz, embora Annette a aconselhasse terminantemente a não ser uma atriz a até alguns anos atrás. Sua mãe só aceitou sua carreira quando Amelia conseguiu um papel em Lorna Doone.
Foi descoberta depois que ela e seus amigos bolaram um jogo de atuar no jardim do convento, onde foi vista por um agente e conseguiu logo após um lugar no teatro real da corte de Londres, no programa da juventude. Estudou na Escola Real Massônica para meninas até os 16 anos de idade depois no College of Fine Arts em Londres. Entretanto, a escola não aprovava o fato de Amelia dedicar tanto tempo ao seu trabalho, e assim, foi forçada a estudar em uma faculdade no parque de Belize. Amelia representou em alguns papéis na TV, antes de fazer seus papéis maiores em Lorna Doone e Quills, ambos lançados no Natal de 2000.
Com o sucesso da época, Amelia conheceu Colin Farrell, um ator que conheceu na estreia americana de seu filme Quills e com quem namorou. Ela tirou esse ano para acompanhar o namorado, que filmava Hart's War em Praga. Os dois se casara em 17 de Julho de 2001, em uma praia no Taiti, mas se separaram em outubro do mesmo ano, após completarem um ano juntos. O que restou de lembrança um do outro foi a tatuagem que Colin fez em seu dedo anelar - Ele tem Milly tatuado em seu dedo. De lá para cá, Amelia tem filmado longas e também participou de alguns curtas, como The Other Side, lançado em 2012.
Depois de casada e com o nascimento da primeira filha Dulcie Dornan em 2013, Amélia resolveu tirar um tempo da sua carreira para se dedicar à família. Em 2015 lançou seu primeiro álbum Arms com músicas clássicas. Em 2016, teve a sua segunda filha Elva Lorna Catherine Dornan e no mesmo ano resolveu se arriscar como compositora de trilhas sonoras de filmes.
De acordo com sua entrevista à revista britânica Independent  o seu primeiro trabalho foi no filme Mum's List, filme de drama  lançado em novembro de 2016. Em 2017 compôs também o EP Visitors. Um álbum com sete canções instrumentais. Warner toca piano e órgão em Visitantes , que também é marcado para violino, viola, violão e contrabaixo." Os visitantes  são sobre uma casa imaginária onde todas essas mulheres já viveram", explica. "A energia deixada lá depois de terem ido. Eu queria que soasse como música no andar de cima flutuando por uma escada".
Agora em 2017, compôs a sua segunda trilha sonora para o filme Mary Shelley, lançado no Festival Internacional de Filmes de Toronto em 09 de setembro.
Ganhou um IFMCA, como compositora revelação de 2018, por sua trilha sonora em Mary Shelley. Em 2019, teve sua terceira filha, Alberta Maeve Dornan.

## Vida Pessoal
Amelia foi casada com Colin Farrell, embora os dois insistam que a cerimônia nunca foi realmente considerada legal. Em abril de 2013 se casou com o ator e ex-modelo Jamie Dornan com quem tem três filhas: Dulcie, nascida em 21 de novembro de 2013, em Vancouver, Canadá, Elva, nascida em 16 de fevereiro de 2016, em Londres, Inglaterra e Alberta, nascida em 18 de fevereiro de 2019, em Londres, Inglaterra.

## Slow Moving Millie
Amelia começou sua carreira musical em julho de 2009, quando ela escreveu e cantou a música “Beasts“, sob o nome Slow Moving Millie para um comercial de televisão da Virgin Media. A faixa foi então lançada em 17 de agosto do mesmo. Seu segundo single, “Rewind City” foi usado também para um outro anúncio, para Orange UK e foi dirigido por Ringan Ledwidge. Em outubro de 2011, Warner assinou um contrato com a Island Records juntamente com a Universal Records. Sua versão cover da música  “Please, Please, Please, Let Me Get What I Want” da banda The Smiths foi lançada em 11 de novembro de 2011 e  foi selecionada como trilha sonora para o anúncio de Natal de John Lewis, fazendo Amelia ganhar grande reconhecimento no Reino Unido.

## Filmografia
- Kavanagh QC (1998)
- Casualty: "Eye Spy" (1998)
- Aristocrats (1999)
- Mansfield Park (1999) como Price
- Don Quixote (2000)
- Contos proibidos do Marquês de Sade (2000) como Simone Royer-Collard
- Waking the Dead (2000)
- Take a Girl Like You (2000)
- Lorna Doone (2000) como Lorna Doone
- Mountaineering (BBC Radio, 2002)
- Nine Lives (2002) como Laura
- Love's Brother (2003)
- Winter Passing (2005)
- Æon Flux (2005) como Una Flux
- Stoned (2005)
- Alpha Male (2006)
- Gone (2006)
- Os Seis Signos da Luz / The Dark Is Rising (2007) como Maggie
- The Echo (2008)
- Olga? (2010)
- The Other Side (2012) como Rachel

## Discografia

### Álbuns
| Título     | Detalhes                                                                               | Posições |
| Título     | Detalhes                                                                               | UK       |
| ---------- | -------------------------------------------------------------------------------------- | -------- |
| Renditions | - Álbum de Studio - Lançamento: 12 de Dezembro de 2011 - Gravadora: Universal / Island | 89       |

| Título | Detalhes                                                      | Posições |
| Título | Detalhes                                                      | UK       |
| ------ | ------------------------------------------------------------- | -------- |
| Arms   | EP Lançamento: 17 de Julho de 2015 Gravadora: Universal Music | 33       |
|        | -                                                             | USA      |
|        | -                                                             | 3        |

### Singles
| Ano  | Single                                           | Posição | Álbum      |
| Ano  | Single                                           | UK      | Álbum      |
| ---- | ------------------------------------------------ | ------- | ---------- |
| 2009 | "Beasts"                                         | —       | Renditions |
| 2011 | "Please, Please, Please, Let Me Get What I Want" | 31      | Renditions |

## Prêmios e indicações
| Ano  | Prêmio                  | Categoria                  | Nomeação    | Resultado | Ref    |
| ---- | ----------------------- | -------------------------- | ----------- | --------- | ------ |
| 2018 | World Soundtrack Awards | Descoberta do Ano          | Mary Shelly | Nomeada   | [ 9 ]  |
| 2018 | IFMCA Awards            | Compositor Inovador do Ano | Mary Shelly | Ganhou    | [ 10 ] |